# سيد ميرسير
سيد ميرسير (بالإنجليزية: Sid Mercer)‏ هو صحفي أمريكي، ولد في 1881، وتوفي في 19 يونيو 1945.